# Tenchu: Fatal Shadows
Tenchu: Fatal Shadows, pubblicato originariamente in Giappone come Tenchu Kurenai (天誅 紅?, Tenchū Kurenai, lett. "Retribuzione divina: Cremisi"), è un videogioco stealth per PlayStation 2 pubblicato nel 2004, e fa parte della serie di Tenchu. Su PlayStation Portable è uscito con il nome Tenchu: Kurenai Portable (忍者活劇 天誅 紅 Portable?, Ninja Katsugeki Tenchū Kurenai Portable, lett. "Dramma teatrale del ninja: Retribuzione divina Cremisi Portable").

## Trama
Parecchio tempo è passato dopo la morte del malvagio signore delle tenebre Tenrai e del suo piano di resuscita di Lord Mei-Oh. La morte del dio degli inferi non ha fatto decrescere la quantità di perfidia e crudeltà nel cuore di guerrieri senza ombra di pietà. Sembra che a Rikimaru ed Ayame non sia bastato uccidere il perfido sovrano dell'oscurità per riportare la pace nelle terre di Lord Gohda. Infatti, da un po' di tempo, i territori del sovrano sono nuovamente infestati di nemici, perfidi come demoni ma fatti di carne e ossa come esseri umani. malfattori, criminali, ladri, nel paese ormai non c'è più pace, per cui i ninja Azuma hanno il compito di salvaguardare ed eliminare ogni possibile malfattore che rappresenti una minaccia per la pace e la tranquillità del paese, per quanto piccolo possa essere. I ninja Azuma stavolta lavoreranno separatamente. Rikimaru sarà impegnato a proteggere altre terre, mentre Ayame (personaggio giocabile insieme a Rin) avrà il compito di rintracciare, seguire ed eliminare qualsiasi minaccia per il paese.

## Modalità di gioco
Vi sono due personaggi giocabili, Ayame e Rin, e fin dall'inizio selezionabili con storie parallele ma che a loro volta, a lungo andare, si intrecceranno. I livelli non saranno uguali per entrambi, infatti ambientazione e paesaggi saranno totalmente diversi.
I comandi basilari del gioco non hanno subito particolari modifiche rispetto ai titoli precedenti, aggiunte però nuove combo e tecniche assassine. Cambiata la varietà delle stealth assassins, sia singole che, di nuova produzione, doppie, ovvero la possibilità di uccidere furtivamente due nemici alla volta da due lati differenti: in alto e di lato. Il metodo di ottenimento delle tecniche segrete è stato modificato; è necessario ottenere un certo numero di rotoli per attivare le tecniche nuove, ottenibili dai cadaveri dei nemici. A differenza di Tenchu: Wrath of Heaven, la tecnica non sarà attivata durante il proseguimento di una missione, ma alla fine, quando si visualizzano i risultati della missione. Ovviamente più si va avanti, più salgono di grado le tecniche, più rotoli occorrerà procurarsi.
Vi sono state anche aggiunte tecniche nuove rispetto al capitolo precedente: lo scatto furtivo che permette di correre per pochi metri stando accovacciati, oppure la possibilità di diventare invisibili per un breve periodo di tempo dando le spalle al muro e coprendosi con un telo, o ancora poter sentire da lontano i passi dei nemici per calcolarne la distanza. Va citata, in aggiunta, una nuova modalità di gioco: la Red Blade Mode, ovvero la Lama Rossa, cioè la possibilità di affrontare, in svariati livelli, diversi nemici contemporaneamente con missioni diverse: eliminare tutti i nemici oppure gara di sopravvivenza per un determinato periodo di tempo, e più avanti, una missione nella quale si affrontano uno per uno tutti i boss del gioco. Inoltre, a lungo andare nel gioco, più sequenze di gioco si percorrono, più l'Enciclopedia (disponibile nel menu opzioni) si arricchirà.

## Grafica
All'inizio non c'è un filmato iniziale costruito in CGI, infatti la sigla d'apertura non è altro che un montaggio di spezzoni presi da sequenze varie all'interno delle missioni. Il modellamento dei personaggi è fatto con una tecnica "meno quadratica" del precedente, sia la pelle, la faccia che il resto del corpo dei personaggi sono stati resi più realistici. L'acqua, le terre, le varie case o stanze, e altri luoghi sono curati più nel dettaglio. Ovviamente riscontrati anche vari bug di grafica come per esempio; poter attraversare il corpo di un cadavere o attraversare parzialmente una parete.

## Audio
Come musica di sottofondo iniziale un'altra opera di Noriyuki Asakaru, e cantata da Sumie Ayusawa, Kurenai no Hana (che letteralmente significa "Fiore rosso profondo", poiché Kurenai è una tipologia di composizione floreale tipicamente giapponese) con strumenti a percussione e a corda tipici dell'epoca come il koto o lo shamisen. Per quanto riguarda il doppiaggio, questo è disponibile solo in inglese e in giapponese; a partire da questo episodio fino ad arrivare agli ultimi, infatti, viene completamente cancellata la traccia audio italiana.